# Quinto Servilio Pudente
Quinto Servilio Pudente (in latino: Quintus Servilius Pudens; fl. 166-180) è stato un politico dell'Impero romano, senatore e genero di Lucio Elio Cesare.
Pudente era sposato con Ceionia Plauzia, figlia di Lucio Elio Cesare. Nel 166 fu console, nel 180 proconsole d'Africa.
Possedeva una villa a Roma, in quello che oggi è il Parco degli Acquedotti, la moderna villa delle Vignacce, con dei bagni di dimensione notevole. La villa disponeva anche di una cisterna che si approvvigionava direttamente dall'acquedotto Marcio e che l'acqua arrivava alla villa tramite tubature in piombo (41°51′19.71″N 12°32′54.02″E).